# Classe Po.2
Les bâtiments de la classe Po.2 sont des patrouilleurs côtiers utilisés par la marine albanaise.
3 survivants sur 11, après un exode en Italie en 1997, mais restitués à l’Albanie en 1998.
Un quatrième, l’A.451, a coulé, à la suite d'une collision avec une corvette italienne, en mars 1997.